# Downhill (mountainbiken)

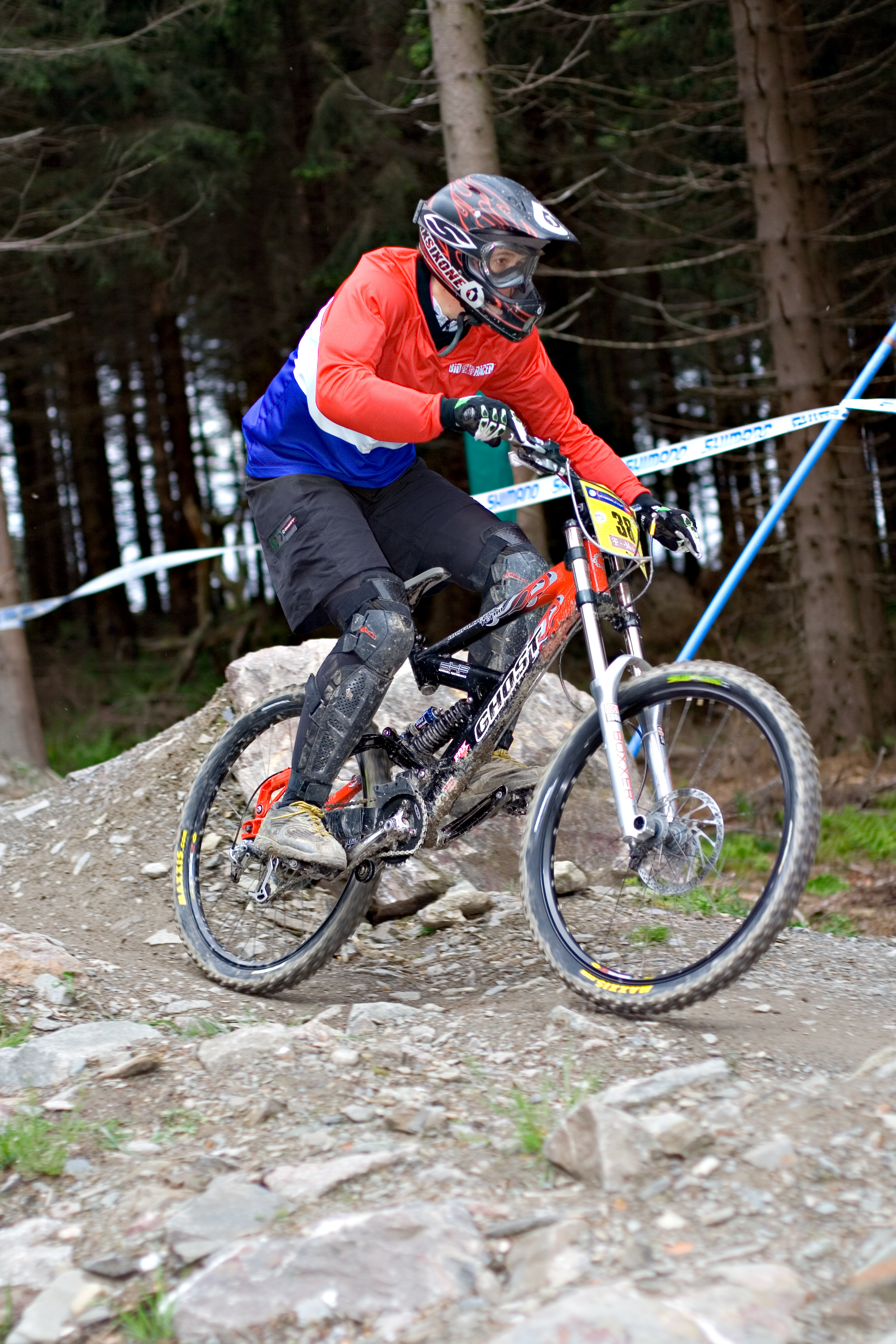

Downhill is een door de UCI erkende discipline in het mountainbiken, afgekort als DH.

## Downhillfiets
Een moderne downhillfiets heeft voor- én achtervering met een zeer ruime veerweg (180-203 mm voor en 180-250 mm achter), hydraulische schijfremmen en weegt tussen 16 en 20 kg. Vanwege de werking van de vering, het gewicht en de geometrie van de fietsen zijn deze niet geschikt om er beklimmingen mee te doen.

## Parcours
Bij deze discipline gaat het parcours louter naar beneden; er komen geen beklimmingen voor. De parcoursen zijn vaak voorzien van schansen, stenenvelden, stepdowns en andere uitdagingen. 

## Locaties
In de Belgische Ardennen zijn er verschillende downhillparcoursen zonder lift. Hier moet de rijder zelf zorgen voor vervoer naar de start van het parcours. Dit gebeurt meestal met een busje dat rijders met hun fietsen omhoog brengt. In Nederland kan weinig aan downhillmountainbiken gedaan worden vanwege de afwezigheid van heuvels en bergen.
Er is in Nederland en België een relatief grote groep downhillmountainbikers die het over de landsgrenzen zoekt om de sport te beoefenen. Het bekendste fietspark waar downhill kan worden beoefend, is in Winterberg in Duitsland: Bikepark Winterberg.

## Wedstrijden
Er zijn wereldwijd verschillende wedstrijden op het gebied van downhillmountainbiken. Enkele bekende kampioenschappen zijn UCI Downhill World Championship, UCI Downhill World Cup, IXS European Downhill Cup, Nissan Downhill Cup en DH1. Ook in Nederland wordt een kampioenschap gehouden: de Mini Downhill Cup.